# Joe Anderson
Joe Anderson (Anglia, 1982. március 26. –) angol filmszínész, énekes.
Olyan filmekben szerepelt, mint a Across the Universe – Csak a szerelem kell, a Jane Austen magánélete, A romok, A tébolyultak és az Alkonyat: Hajnalhasadás – 2. rész. 
Ő játszotta Asa Farrellt az Outsiders című amerikai drámasorozatban.

## Gyermekkora és tanulmányai
Anderson a Richmond upon Thames Főiskolára, később pedig a Webber Douglas Drámaművészeti Akadémiára járt Londonban. Gyermekkora óta profi módon színészkedik. Szakterületei a fényképezés, a gitározás és a gimnasztika. Apja Miles Anderson színész; édesanyja, Lesley Duff tehetségkutatóügynök (talent manager). Diszlexiát diagnosztizáltak nála, leginkább emiatt kezdett el színészkedni.

## Filmográfia

### Film
| Év   | Magyar cím                                 | Eredeti cím                               | Szerep               | Magyar hang       |
| ---- | ------------------------------------------ | ----------------------------------------- | -------------------- | ----------------- |
| 2004 | Borzongás – Hajsza a metróban              | Creep                                     | férfi modell         |                   |
| 2005 |                                            | Silence Becomes You                       | Luke Green           |                   |
| 2006 | Beethoven árnyékában                       | Copying Beethoven                         | Karl van Beethoven   | Posta Victor      |
| 2006 |                                            | Little Box of Sweets                      | Seth                 |                   |
| 2007 | Jane Austen magánélete                     | Becoming Jane                             | Henry Austen         | Markovics Tamás   |
| 2007 | Control                                    | Control                                   | Peter Hook           | Seder Gábor       |
| 2007 | Across the Universe – Csak a szerelem kell | Across the Universe                       | Max Carrigan         |                   |
| 2008 | A romok                                    | The Ruins                                 | Mathias              | Welker Gábor      |
| 2008 | A 27-es klub                               | The 27 Club                               | Elliot               |                   |
| 2009 | Végjáték                                   | Operation: Endgame                        | Bolond               | Szabó Máté        |
| 2009 | Amelia – Kalandok szárnyán                 | Amelia                                    | William "Bill" Stutz | Varga Gábor       |
| 2009 | Derült égből szerelem                      | Love Happens                              | Tyler                |                   |
| 2009 | Könnyű pénz                                | High Life                                 | Donnie               | Fenyő Iván        |
| 2010 | A tébolyultak                              | The Crazies                               | Russell Clank        | Kocsis Gergely    |
| 2011 | Fehér pokol                                | The Grey                                  | Todd Flannery        | Welker Gábor      |
| 2011 |                                            | Flutter                                   | John                 |                   |
| 2012 | Alkonyat: Hajnalhasadás – 2. rész          | The Twilight Saga: Breaking Dawn – Part 2 | Alistair             |                   |
| 2013 | Szarvak                                    | Horns                                     | Terry Perrish        | Horváth Illés     |
| 2013 | Egyetlen lövés                             | A Single Shot                             | Obadiah              | Dolmány Attila    |
| 2014 |                                            | Supremacy                                 | Garrett Tully        |                   |
| 2014 | Herkules                                   | Hercules                                  | Phineas              | Varga Rókus       |
| 2015 | Vérző szív                                 | Bleeding Heart                            | Cody                 | Horváth Illés     |
| 2016 | A szellemgyűjtő                            | Abattoir                                  | Grady                | Crespo Rodrigo    |
| 2016 | Pusztulj, apám                             | My Father Die                             | Asher Rawlings       |                   |
| 2017 |                                            | The Ballad of Lefty Brown                 | Frank Baines         |                   |
| 2017 | A hóhér                                    | Hangman                                   | Hóhér                | Karácsonyi Zoltán |
| 2019 |                                            | Backdraft 2                               | Sean McCaffrey       |                   |
| 2019 | Farkasok öröksége                          | Cold Blood                                | Kappa                | Horváth Illés     |
| 2020 | A végső ítélet                             | The Reckoning                             | Joseph Haverstock    | Jászberényi Gábor |

### Televízió
| Év        | Magyar cím                     | Eredeti cím      | Szerep             | Megjegyzések                                   |
| --------- | ------------------------------ | ---------------- | ------------------ | ---------------------------------------------- |
| 2005      | Kisvárosi gyilkosságok         | Midsomer Murders | Max "Mad" Ransom   | 1 epizód                                       |
| 2005      | Médium – A túlvilág kalandorai | Afterlife        | Phil               | - 1 epizód - magyar hangja: - Mesterházy Gyula |
| 2012      | A folyó                        | The River        | Lincoln Cole       | 8 epizód                                       |
| 2014      | The Divide – Az ítélet ára     | The Divide       | Terry Kucik        | 8 epizód                                       |
| 2015      | Hannibal                       | Hannibal         | Mason Verger       | 4 epizód                                       |
| 2016-2017 |                                | Outsiders        | Asa Farrell        | 14 epizód                                      |
| 2020      |                                | Soulmates        | Travis             | 1 epizód                                       |
| 2024      | Ki vagy, doki?                 | Doctor Who       | John Francis Vater | 1 epizód                                       |

## Díjak és jelölések
| Év   | Díj                                        | Kategória                    | Eredmény | Film          |
| ---- | ------------------------------------------ | ---------------------------- | -------- | ------------- |
| 2008 | Ft. Lauderdale International Film Festival | legjobb drámai színész       | Elnyerte | A 27-es klub  |
| 2011 | Fangoria Chainsaw Awards                   | legjobb férfi mellékszereplő | Jelölve  | A tébolyultak |